# Pierre Dockès
Pierre Dockès, né le 19 janvier 1939 à Lyon (6e), est un universitaire et historien de l'économie français.

## Biographie

### Jeunesse et études
Pierre Dockès naît le 19 janvier 1939 à Lyon. Il suit des études d'économie à l'université de Lyon. Il est titulaire d'un doctorat en économie depuis 1965, pour une thèse intitulée « L’espace dans la pensée économique : étude des auteurs français et anglais du XVIe siècle au XVIIIe siècle » et dirigée par Claude Ponsard.
Il est reçu à l'agrégation de sciences économiques en 1969.

### Parcours professionnel
Pierre Dockès est chargé de cours à l'université de Dijon en 1967. En 1969, il est nommé professeur à l'université de Saint-Étienne.
En 1971, il est nommé professeur à l'université de Lyon, où il continuera d'enseigner. Il enseigne à l'université Lumière-Lyon-II et est chercheur au laboratoire Triangle (UMR 5206). Il dispense le cours d'économie politique de première année, ainsi qu'un cours d'économie internationale, de relations monétaires internationale, ainsi que de macro-dynamique en troisième année de licence.

### Autres fonctions
Il est membre du Cercle des économistes.
Fondateur du Centre Walras, il a dirigé l'édition des œuvres complètes d'A. et L. Walras (14 vol. chez Economica, 1987-2005).

## Apports

### Les mutations économiques et sociales de l'histoire longue
Sa recherche s'est surtout axée sur les grandes mutations économiques et sociales dans l'histoire longue (il a été un disciple de Fernand Braudel). Dans cette direction, il a étudié la transition de l'esclavagisme antique à la société médiévale dans l'ouvrage La libération médiévale en 1979 et dans Sauvages et ensauvagés, 1980.
Il met en question le rôle des facteurs techniques et économiques dans cette mutation. Il met en lumière le développement d'une dialectique socio-politique endogène : la généralisation de l'esclavagisme conduisant à l'affaissement de la base sociale de l'État et l'affaiblissement consécutif de l'État rendant impossible le fonctionnement du « micro-système productif », la villa classique. Il a poursuivi ses recherches sur l'esclavage en particulier dans Le sucre et les larmes (2009) où il s'intéresse à l'évolution des modalités de production et de consommation du sucre du Moyen Âge à nos jours.
L'intérêt porté par P. Dockès aux grands changements sociaux et économiques l'a amené à travailler avec Bernard Rosier sur les mutations qui ont affecté et affectent le capitalisme. L'étude des rythmes longs (cycle Kondratieff) a été menée par ces auteurs en relation avec le passage d'un ordre productif capitaliste à un autre (dans Rythmes économiques). Cette analyse a été étendue vers une philosophie ambiguë de l'histoire (l'histoire ambiguë), rejetant aussi bien les conceptions d'une marche à l'aveugle que les thèses sur le sens et la fin de l'histoire. Les facteurs de développement sont ambivalents dans les lieux et les temps, l'histoire est ambiguë, forgeant son sens à chaque étape en se retournant sur la marche passée.
En 2017, il publie le tome 1 (Sous le regard des géants) de Le Capitalisme et ses rythmes, quatre siècles en perspective, ouvrage qui analyse les crises et les mutations qui ont rythmé l'expansion de l'économie mondiale depuis 4 siècles. Il présente les faits majeurs et les théories qui en rendent compte, avec une perspective d'économie historique. Selon l'auteur, la totalité du savoir économique n'est pas incorporée dans la théorie contemporaine, surtout si l'on ne retient que la théorie mainstream. À la différence des sciences dures, les théories économiques du passé restent vivantes et éclairantes pour la compréhension du monde présent. La prise en compte des événements du passé est indispensable à celui qui veut agir aujourd'hui. Ainsi, par exemple, face à une crise financière, le recours à l'histoire et aux expériences antérieures s'avère d'une grande utilité aux autorités monétaires comme l'explique Ben Bernanke, parmi d'autres.

### Histoire de la pensée économique
Il a travaillé sur l'espace dans la pensée économique chez les auteurs des XVIIe et XVIIIe siècles.
Spécialiste de Léon Walras, il a surtout travaillé sur l'épistémologie et l'économie sociale de Léon Walras (publiant La société n'est pas un pique-nique, Economica, 1996, et, avec J.P. Potier, une biographie, 2001).

### Philosophie économique et politique
Dockès travaille également sur la construction d'une économie politique du pouvoir et de l'autorité. Partant du constat de l'oubli du pouvoir et de l'autorité en économie, il s'efforce de construire les bases d'une nouvelle orientation de l'analyse économique mettant au centre le rôle du pouvoir, des phénomènes d'autorité, de hiérarchie et de domination, de servitude volontaire et de « convention d'obéissance » (Pouvoir et autorité en économie). Cela le conduit à l'analyse économico-politique de Thomas Hobbes dans plusieurs articles et un ouvrage (Hobbes. Economie, terreur et politique, paru en 2008).

## Prises de positions
Dans L'Enfer, ce n'est pas les autres ! (2007), Pierre Dockès soutient que la mondialisation peut être gagnante pour la France comme pour l'Europe si est mise en place une stratégie orientée vers l'investissement, l'innovation, le capital humain, une stratégie qui conserve le niveau de la protection sociale et qui, loin de vouloir se rapprocher des structures sociales et des niveaux de revenu des pays émergents par des pratiques de précarisation et de réduction du pouvoir d'achat, joue la construction volontariste d'avantages comparatifs.
Pierre Dockès met l'accent sur les nécessaires « négociations, compensations, compromis » afin d'éviter les guerres à venir, en notant que « le réchauffement climatique, l'épuisement  des ressources  naturelles, l'urgence de la transition supposent des actions comparables à celles des économies de guerre (mobilisation, centralisation, planification, état d'exception) au risque de susciter des inégalités et de créer des conflits au sein des communautés nationales comme entre nations ».

## Ouvrages
- L'espace dans la pensée économique du XVIe au XVIIIe siècle, Nouvelle Bibliothèque Scientifique, Flammarion, 1969
- L'internationale du capital, PUF, 1975
- La libération médiévale, 1979
- Rythmes économiques, crises et changement social, une perspective historique, (avec B. Rosier), La Découverte/Maspero, 1983
- L'histoire ambiguë, (avec B. Rosier), PUF, 1988
- La société n'est pas un pique-nique, L. Walras et l'économie sociale, Economica, 1996
- Pouvoir et Autorité en économie, Economica, 1999
- Ordre et désordres dans l’économie monde, (sous la direction de), PUF, 2002
- L'Enfer, ce n'est pas les autres !, Descartes & Cie, 2007, Prix des Lecteurs du Livre d'Économie 2007
- Hobbes : économie, terreur et politique Economica, 2008
- Jours de colère - L’esprit du capitalisme Descartes et Cie, 2009 (en collaboration avec Francis Fukuyama, Marc Guillaume, Peter Sloterdijk)
- Le sucre et les larmes : Bref essai d'histoire et de mondialisation, Descartes & Cie, 2009
- Le Capitalisme et ses rythmes, quatre siècles en perspective. Tome I : Sous le regard des géants, Classiques Garnier, 2017
- Le Capitalisme et ses rythmes, quatre siècles en perspective. Tome II : Splendeurs et misères de la croissance, Classiques Garnier, 2019.